# Matthias Jaeger (Maler)
Matthias Jaeger (* 23. August 1945 in Schwerin; † 16. September 2014 in Neubrandenburg) war ein deutscher Maler und Grafiker.

## Leben und Werk
Der Vater Jägers betrieb in Neubrandenburg einen alteingesessenen Baustoffhandel mit 100 Beschäftigten. Dessen Bruder war der Bildhauer Wilhelm Jäger. Die Familie lebte bis zur Enteignung 1953 in der 1920 erbauten Jägerschen Villa in der Lindenstraße. Von 1961 bis zu seiner Relegation 1963 besuchte Jaeger die Erweiterte Oberschule. Von 1963 bis 1965 arbeitete er als Kranfahrer. Sein Abitur mit Lehrabschluss als Betonfacharbeiter erwarb er in der Abendschule.
Von 1965 bis 1970 studierte Jaeger Malerei und Grafik an der Hochschule für Bildende Künste Dresden bei Gerhard Kettner, Günter Horlbeck, Rudolf Bergander, Hans Mroczinski, Jutta Damme und Herbert Kunze. Von 1970 bis 1985 war er freischaffend in Dresden und Penzlin-Lübkow, ab 1985 in Neubrandenburg tätig. Studienreisen führten ihn nach Bulgarien, in die Sowjetunion, nach Rumänien, Ungarn, Polen, Dänemark und Frankreich. Neben Malerei und Grafik experimentierte Jaeger mit Keramik und Textilien und schuf er Arbeiten für den öffentlichen Raum. So gestaltete er in Neubrandenburg eine Kindertagesstätte und Wände des kommunalen Kinos „Latücht“ aus. Ab 1995 war Jaeger auch Lehrbeauftragter an der Hochschule Neubrandenburg.
Jaeger hat 1000 Gemälde und 10.000 Grafiken hinterlassen, die sein jüngerer Bruder Heiner betreut.

## Mitgliedschaften
- 1976 bis 1990 Kandidat bzw. Mitglied im Verband Bildender Künstler der DDR; 1984 bis 1989 Mitglied der Sektionsleitung Malerei des Verbands
- ab 1990 Mitglied im Künstlerbund Mecklenburg und Vorpommern e.V.

## Rezeption
Jaeger war ein „malerischen Zeichner“, der „mit konstruktiven Methoden bildnerische Poesien aus Raum- und Gestaltungsfragmenten entwickelt.“
Er war ein „unermüdlicher Zeichner und Maler, der durch seine Sicht auf das Leben oft ein Staunen hervorrief. Seine Kunst lädt ein, von einem anderen Standpunkt aus zu schauen und ihm folgend, dem Alltag mit einem guten Teil Humor zu begegnen, andererseits muss das Entlarvende seiner Ausdrucksweise ausgehalten werden. Er war jemand, der ohne Zeichenstift kaum denkbar war. Tägliches Neubeginnen in der Vorstellung, dass einmal alle Komponenten glücklich zusammenkommen, dass er diesen unglaublichen Moment erleben darf, an dem Kunst entsteht, war Voraussetzung seines Schaffens und seine künstlerische Haltung.“

## Öffentliche Sammlungen mit Werken Jaegers (unvollständig)
- Dresden: Kupferstichkabinett[2]
- Dresden: Kunstfonds des Freistaats Sachsen[2]
- Neubrandenburg: Kunstsammlung Neubrandenburg
- Schwerin: Kunstsammlung des Landes Mecklenburg-Vorpommern
- Schwerin: Staatliches Museum Schwerin

## Weitere Werkbeispiele
- Auf der Wallanlage (Radierung, 1981)[3]
- Bildnis Frau Bokalawski (Tafelbild, Öl; 1982; auf der IX. Kunstausstellung der DDR)[4]
- Interieur mit Geige (Tafelbild, Öl; 1999)[5]
- Penderecki dirigiert in der Konzertkirche Neubrandenburg (Tafelbild, Öl; 2006/2009)[5]

## Ausstellungen (unvollständig)

### Einzelausstellungen
- 1972 Dresden, Galerie Nord
- 1982: Neubrandenburg, Friedländer Tor (Malerei und Zeichnungen)
- 1984 Rostock, Galerie am Boulevard (Malerei und Grafik. Mit Hartwig Hamer und Wolfgang Reinke)
- 1994 Greifswald, Galerie Schwarz
- 1996 und 2005 Kunstsammlung Neubrandenburg
- postum 2019 Burg Klempenow („… Kunst geschieht“. Handzeichnung, Installation, Video)

### Ausstellungsbeteiligungen
- 1972, 1979 und 1984: Neubrandenburg, Bezirkskunstausstellungen
- 1975: Schwerin, Staatliches Museum („Farbige Grafik in der DDR“)
- 1977/1978 und 1982/1983: Dresden, VIII. und IX. Kunstausstellung der DDR
- 1978: Frankfurt/Oder, Galerie Junge Kunst („Junge Künstler der DDR“)
- 1985: Erfurt, Gelände der Internationalen Gartenbauausstellung („Künstler im Bündnis“)
- 1986 und 1989: Berlin u. a. („100 ausgewählte Grafiken“)
- 1986: Magdeburg, Kloster Unser Lieben Frauen („Grafik in den Kämpfen unserer Tage“)